# Крыстев, Анатолий
Анато́лий Кры́стев (болг. Анатоли Кръстев; р. 6 сентября 1947) — болгарский виолончелист и музыкальный педагог, профессор и заместитель ректора Национальной музыкальной академии им. П. Владигерова в Софии. Народный артист НРБ.

## Биография
Анатолий Крыстев получил музыкальное образование в Тунисской консерватории у Гвидо Эврета и в государственной музыкальной академии в Софии, где он учился по классу Велко Карастоянова. Он также занимался под руководством Здравко Йорданова, Андре Наварра и Яноша Штаркера.
С 1972 года Крыстев преподаёт в Национальной музыкальной академии им. П. Владигерова. Кроме того, с 2008 года он занимает также должность заместителя ректора этого учебного заведения. Анатолий Крыстев регулярно даёт мастер-классы в различных странах Европы. Он — член жюри многих исполнительских международных конкурсов, в том числе фестиваля «Пражская весна». Анатолий Крыстев выступал как солист на многих известных концертных площадках мира в сопровождении ведущих европейских и американских симфонических оркестров. Он стал первым исполнителем около ста произведений современных композиторов для виолончели. Крыстев осуществил большой количество аудиозаписей классической и современной музыки, выпустив несколько десятков грампластинок и компакт-дисков.